# Дом Војске у Нишу
Дом Војске у Нишу као установа у саставу Војске Србије, једна је од културних институција у овом граду која својим активностима више од шест деценија значајно доприноси развоју и ширењу културе, образовања, забаве и креативности, како међу војницима тако и међу становницима Ниша и целог простора Југоисточне Србије.

## Положај
Дом Војске налази се на Синђелићевом тргу у Нишу једном од важних културних, пословно-административних и амбијенталних целина, на раскрсница магистралних путева ка северу, југу, истоку и западу Србије, у градској општини Медијана у трећем по величини граду у Србији.
Зграда Дома која се налази на раскрници улица Вожда Карађорђа (са севера), Генерала Боже Јанковића (са југа) и улице Синћелићев трг (са запада), заједно са зградом Народног позоришта, зградом Суда, и мањом парковском површином и паркингом око ње доминира простором Синђелићевог трга.

## Степен заштите
Дом Војске у Нишу, који је саграђена 1957. године под заштитом је државе „као објекат модерне архитектуре, а скултптуре”, а српског војника и топови испред улаза су новијег датума.

## Историја
Зграда Дома Војске, чија изградња је трајала неколико година, свечано је отворена 1956. године. Зидан је у духу касне Модерн. Дома Војске, је својом архитектуром и поставком у простору, на углу две магистралне улице у Нишу, изванредан наставак, или завршетак формирања једног од централних тргова у Нишу - Синђелићевог трга.
Након обнове Дома 2017. године објеката је оплемењен скултптурама српских војника и топовима испред улаза, и савременом расветом.
- Дом Војске у Нишу након обнове 2017.

Дом годишње организује  више десетина концерата, позоришних представа, јубилеја и свечаних академија, које годишње посети око 80.000 људи.
У оквиру Дома, од његовог оснивања, ради и Ресторан Војне установе из Београда, капацитета до 150 места у сали и до 120 места у летњој башти, намењен војним и цивилним свечаностима и редовним посетама корисника угоститељских услуга из Ниша.

## Опис зграде
Објекат Дома који има површину од 7.820 m² сатоји се од:
- Подрумске етаже - са кугланом (која тренутно није у функцији) и складишта угља са котларницом.
- Приземне еатже - са великом биоскопском салом (са гардеробом, балконом, бином и гардеробом за извођаче) и предпростором, просторијама за пробе војног оркестра, мале сале, просторије за пријем гостију и коктеле, ресторана се кухињом (капацитета 150 места), летња башта (капацитета 120 места) и централног хола који повезује две функционалне целине биоскопску салу, малу салу и летњу башту са шестоспратном кулом.
- Шестоспратне куле - са улазним холом, гардеромом, санитарним чвором. По спратовима куле налазе се, клубске и службене просторије, учионице и апартман за смештај ВИП гостију.

Добра акустичност велике сале Дома пројектована по узору на светске концертне двроране, омогућава одржавање  бројни културних догађа, не само у организацији војске, који годишње посети око 80.000 људи.
- Део унутрашњости Дома  Војске у Нишу